# .fj
Pour les articles homonymes, voir FJ.
.fj est le domaine de premier niveau national (country code top level domain : ccTLD) réservé aux îles Fidji.